# To co lubię
To co lubię – pierwszy pełny album polskiego zespołu reggae Natanael.

## Lista Utworów
1. "Biff Baff"
2. "Hermit"
3. "Kosmos"
4. "Wojna na niby"
5. "Solution"
6. "To co lubię"
7. "Tak"
8. "Positive"
9. "Trinity"
10. "Natanael Puls."

## Skład
- Konrad Włodarz - gitara, wokal
- Paweł Włodarz - bas
- Michał Maciejowski - perkusja
- Kamil Ostrowski – gitara

### Gościnnie
- Marek Makles (Habakuk, Daab) – instrumenty klawiszowe
- Michał Maszczyk  - trąbka
- Janusz Sołtysik - saksofon tenorowy
- Andrej Šurla - saksofon tenorowy
- Grzegorz „Kwiczoł” Orpich (Transformacja) - instrumenty perkusyjne
- Daniel Pomorski - (Tumbao, Raz Dwa Trzy, Maleo Reggae Rockers, Habakuk, Nefre) - trąbka